# Mula Sutra
Le Mūla Sūtra est un texte sacré du jaïnisme. Le mot sanskrit mūla se traduit par: racine. En fait le Mūla Sūtra est dit texte racine car il est appris par les moines-ascètes débutants. Ce sont les principes de base du jaïnisme. Il était composé de quatre livres, mais seulement trois sont arrivés jusqu'à nous. Les parties du Mūla Sūtra étaient: le Daśavaikālika Sūtra, l'Uttarādhyayana, l'Āvaśyaka et le piṇḍaniryukti; ce dernier a disparu. Ces écrits relatent la vie des ascètes comme le dernier sermon du Maître éveillé Mahâvîra, ou les règles à suivre pour l'aumône.